# ديبرا آن ليفينغستون
ديبرا آن ليفينغستون (بالإنجليزية: Debra Ann Livingston)‏ هي قاضية ومحامية أمريكية، ولدت في 15 أبريل 1959 في وايكروس في الولايات المتحدة.

## وصلات خارجية
- ديبرا آن ليفينغستون على موقع إن إن دي بي (الإنجليزية)